# Gastrina illapsa
Gastrina illapsa là một loài bướm đêm trong họ Geometridae.